# Oudemaarspolder
De Oudemaarspolder is een polder en natuurgebied, gelegen ten zuiden van het tot de West-Vlaamse plaats Zeebrugge behorende dorp Strandwijk.
Deze polder wordt in het noorden begrensd door de huidige Kustlaan, en in het zuiden door de Evendijk, die parallel loopt aan de Isabellavaart.
De laaggelegen polder werd in de 11e en 12e eeuw herhaaldelijk overstroomd. Ook nu nog is de grondwaterstand hoog, waardoor in de polder slechts grasland voorkomt. Hier en daar zijn laagten aanwezig, die deels door turfwinning, deels door inklinking, kunnen zijn veroorzaakt. De perceelscheiding, vaak gekenmerkt door grillig verlopende ontwateringssloten, is nimmer gemoderniseerd.
In de laagten komen nog zoutminnende planten voor.
Het gebied sluit in het noorden aan bij natuurgebied De Fonteintjes.